# 콜렉터 (1996년 영화)
《콜렉터》는 1996년에 개봉한 대한민국의 영화이다.

## 캐스팅
- 문신구 : 상무 역
- 전혜정 : 지혜 역
- 민복기 : 아내 역
- 고연진 : 백치 역
- 이무정 : 형사 역
- 김주연 : 친구 1 역
- 서지영 : 친구 2 역
- 박동룡 : 상문의 친구 역
- 이신한 : 사내 1 역
- 하용국 : 사내 2 역
- 김응민 : 사내 3 역
- 박해문 : 호모 역
- 이석구 : 신사 역
- 김미라 : 아가씨 A 역
- 유예림 : 아가씨 B 역
- 황은희 : 아가씨 C 역
- 서하 : 일실 아가씨 1 역
- 방현정 : 일실 아가씨 2 역
- 안은숙 : 일실 아가씨 3 역
- 황나진 : 일실 아가씨 4 역